# 夏都街道
夏都街道，是中华人民共和国河南省禹州市下辖的一个乡镇级行政单位。

## 行政区划
夏都街道下辖以下地区：
广场社区、南关社区、御史坊社区、宋庄村、五里村、殷村和华庄村。